# 界河 (独山湖)
界河，又称白水河、小白河，位于中国山东省西南部，属于南四湖水系。界河发源于邹城市峄山镇崔桥村南，西南流入滕州市，经界河镇、大坞镇北部至滨湖镇北焦村西南注入独山湖。全长35.4公里，流域面积193平方公里。旧时界河下游入湖河段分为数股，出口不一，1961年治理后形成现在的入湖口。界河入湖口建有滕州微山湖湿地公园。